# Olga Michailowna Freudenberg
Olga Michailowna Freudenberg (russisch Ольга Михайловна Фрейденберг; * 15. Märzjul. / 27. März 1890greg. in Odessa; † 6. Juli 1955 in Leningrad) war eine sowjetische Klassische Philologin. Sie ist zudem bekannt für den Briefwechsel mit ihrem Cousin, dem Schriftsteller Boris Pasternak.

## Leben
Olga Freudenberg immatrikulierte sich 1917 für Klassische Philologie und wurde 1924 promoviert. Im Jahr 1932 wurde sie Professorin an der Universität Leningrad und habilitierte sich 1935 als erste Frau der Sowjetunion. Im Zweiten Weltkrieg erlebte sie die Blockade von Leningrad mit. Nach dem Krieg war sie immer wieder staatlichen und kulturpolitischen Angriffen, aber auch Angriffen vonseiten ihrer Kollegen ausgesetzt.
Freudenberg starb im Juli 1955 in Leningrad. 1978 erschien in Moskau das Buch Mythos und die Literatur der Antike, in dem ihre Vorlesungen über die antike Literatur zusammengefasst sind.
Olga Michailowna Freudenberg wurde auf dem Bogoslowskoje-Friedhof in Leningrad begraben.

## Schriften
- Boris Pasternak, Olga Freudenberg: Briefwechsel 1910-1954. Aus dem Russischen von Rosemarie Tietze, S. Fischer, Frankfurt am Main 1986, ISBN 3-10-060507-1.